# مجترات عتيقة
المجترات العتيقة (الاسم العلمي: Palaeomerycidae) هي فصيلة منقرضة من المجترات تحت رتبة مزدوجات الأصابع، عاشت في أمريكا الشمالية وأوروبا، وأفريقيا وآسيا من قبل 33 إلى 4.9 مليون سنة مضت (من أواخر العصر الأيوسيني إلى العصر الميوسيني)، وضلت تقريبا 28 مليون سنة؛ تم العثور عن نوع واحد كذلك في أمريكا الجنوبية، لكن كان موضع نزاع.